# Lopata (isola)
Lopata (in bosniaco e croato: hrid Lopata) è uno scoglio del mare Adriatico, adiacente alla penisola di Clesto  (Klek), nel comune di Neum del cantone dell'Erzegovina-Narenta, in Bosnia ed Erzegovina.

## Geografia

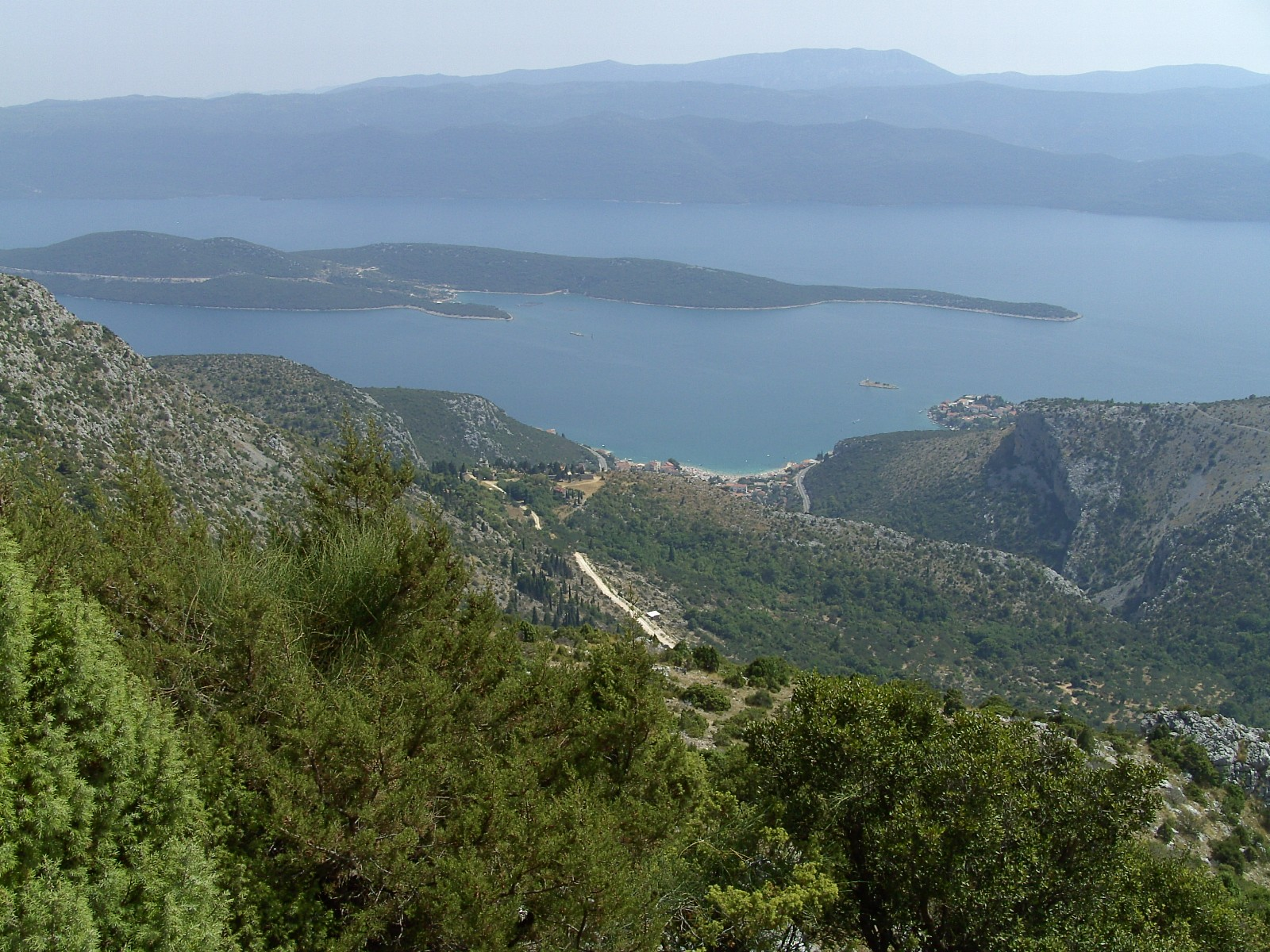
Il vallone e la penisola di Clesto dove si trova Lopata.

Lopata si trova nel vallone di Clesto o Clesto e Neum (zaljev Neum - Klek), circa 1 km a est di punta Capo di Cesto (rt rep Kleka) l'estremità nord-occidentale della penisola di Clesto.
Lo scoglio, che si trova nelle acque bosniache della valle di Clesto o di Klek (uvala Klek), è situato di fronte al porto croato di Clesto o Clecco (Klek). La città di Neum, che si trova a sud-est in fondo al vallone, dista invece circa 4 km.
A nord-ovest davanti al porto di Clesto, a 670 m da Lopata, si trova lo scoglio Rudagh che è dotato di un faro.

### Cartografia
- (HR) Mappa topografica della Croazia 1:25000, su preglednik.arkod.hr. URL consultato il 21 giugno 2017.